# Векслер, Пол
Пол Ве́кслер (англ. Paul Wexler, ивр. פאול וקסלר‎; род. 6 ноября 1938, США) — израильский лингвист, уроженец США, профессор лингвистики Тель-Авивского университета (Израиль).
Научные интересы — билингвизм, славянская лингвистика, идиш, иврит, ромские (цыганские) языки, креолизация.
В начале 90-х годов Векслер выдвинул теорию, относящую идиш к группе славянских, а не германских языков (в статье «Идиш. 15-й славянский язык» Paul Wexler, Yiddish — The Fifteenth Slavic Language International Journal of the Sociology of Language 91,1991).
Позже, в книге «Ашкеназийские евреи: славянско-тюркский народ в поисках еврейской идентификации» (The Ashkenazic Jews: A Slavo-Turkic People in Search of a Jewish Identity. Columbus: Slavica 1993), на основе огромного лингвистического, исторического и этнографического материала Векслер предложил пересмотреть и всю теорию происхождения ашкеназов — говорившего на идише восточноевропейского еврейства. Он рассматривает их не как потомков выходцев с Ближнего Востока, а как коренной европейский народ, происходящий от потомков западных славян — лужицких сорбов, полабов и др. Позже Векслер включил в число предполагаемых предков восточноевропейских евреев также хазар и многочисленных славян, живших в Киевской Руси в IX—XII веках.
Векслер опубликовал также исследование о сефардском еврействе, доказывая, что они потомки прозелитов, принявших иудаизм североафриканцев, а никак не потомки палестинских иудеев.
Современные генетические исследования (показавшие высокую степень генетической близости подавляющего большинства еврейских общин, в частности — ашкеназов и сефардов) не оставляют места для этих гипотез. Взгляды Векслера также не нашли широкой поддержки среди специалистов по еврейской истории и филологии (исключение среди филологов представляет собой Гилад Цукерман, опирающийся в своей работе в том числе и на изыскания Векслера), однако его труды широко цитируются в околонаучной литературе и нашли многих последователей среди неспециалистов.
В то же время в другой области своих научных интересов — славянской и, в частности, белорусской филологии — Векслер пользуется определённым авторитетом среди коллег. В настоящее время[когда?] он занят подготовкой словаря исторической фонологии русского языка.
Кроме научных работ, Векслер известен своими антисионистскими взглядами. Он является, в частности, активным сторонником бойкота израильских учёных со стороны их европейских коллег (см., например, его страницу на сайте Тель-Авивского университета). Выступает за права солдат отказаться от службы на оккупированных территориях.